# Asychis atlanticus
Asychis atlanticus är en ringmaskart som beskrevs av Johan Gustaf Hjalmar Kinberg 1867. Asychis atlanticus ingår i släktet Asychis och familjen Maldanidae. Inga underarter finns listade i Catalogue of Life.